# Миняйло, Юрий Фёдорович
Юрий Фёдорович Миняйло (1923 — 1993) — советский военный деятель, специалист и организатор испытаний ракетно-космической техники, полковник-инженер (1962). Лауреат Государственной премии СССР (1977).

## Биография
Родился 23 апреля 1923 года в Донецкой области.
С 1941 года призван в ряды в ряды РККА и направлен для обучения в
Ленинградское 3-е артиллерийское военное училище, после окончания которой с 1942 по 1944 год служил в Архангельском военном округе в составе 1234-го пушечного артиллерийского полка в должностях: командир взвода, с 1942 по 1943 год — начальник разведки дивизиона, с 1943 по 1944 год — командир батареи, с 1944 года — помощник начальника штаба этого полка. С 1944 по 1945 год обучался в Высшей офицерской артиллерийской школе. С 1945 по 1948 год служил в составе 105-й гвардейской воздушно-десантной дивизии в должностях: с 1945 по 1946 год — помощник начальника штаба по разведке 56-й гвардейской дивизионной артиллерийской бригады, воевал на 2-м и 3-м Украинских фронтах, в составе дивизии освобождал Венгрию и Австрию. В дальнейшем с 1946 по 1948 год — начальник разведки 165-го гвардейского артиллерийского полка этой дивизии. С 1948 по 1950 год — помощник начальника штаба
артиллерии по разведке 11-й гвардейской воздушно-десантной дивизии.

### Научно-исследовательская деятельность
С 1950 по 1956 год обучался в Военной артиллерийской инженерной академии имени Ф. Э. Дзержинского. С 1956 года служил в Государственном центральном полигоне Министерства Вооружённых СССР в должностях: старший инженер, с 1957 по 1961 год — старший научный сотрудник и начальник 2-го отдела. С 1961 по 1962 год — заместитель начальника комплекса по научно-вычислительным работам и измерениям и начальник 4-й отдельной команды траекторных измерений. В 1962 году Приказом Министра обороны СССР Ю. Ф. Миняйло было присвоено воинское звание полковник-инженер. С 1962 по 1967 год —начальник измерительного центра ПВО.
С 1967 по 1978 год Ю. Ф. Миняйло служил в Центре контрольно-измерительного комплекса искусственных спутников Земли и космических объектов в должностях: с 1967 по 1970 год — начальник отдела анализа разведывательных космических аппаратов «Зенит», с 1970 по 1975 год — заместитель руководителя 1-го управления (управление космическими
аппаратами из серии аппаратов системы радиотехнической разведки «Зенит», «Янтарь» и «Целина»). С 1975 по 1987 год — руководитель 5-го управления, Ю. Ф. Миняйло занимался организацией работ связанных с подготовкой к лётно-конструкторским испытаниям серии спутников оптической разведки «Янтарь-2К».
В 1977 году «закрытым» Постановление ЦК КПСС и СМ СССР «За создание и внедрение в серийное производство автоматического ракетно-космического комплекса „Зенит-4МТ“ для картографирования поверхности Земли» Ю. Ф. Миняйло был удостоен Государственной премии СССР в области науки и техники.
С 1978 по 1987 после увольнения из Вооружённых сил СССР Ю. Ф. Миняйло
работал в Московском филиале Центрального специализированного конструкторского бюро в должностях начальника группы и руководителя этого филиала.
Скончался 22 ноября 1993 года в Одинцово, Московской области.

## Награды
- Орден Отечественной войны II степени (1985)
- Орден Красной Звезды (1945)
- Орден «За службу Родине в Вооружённых Силах СССР» III степени (1975)[2]

### Звания
- Государственная премия СССР (1977)[5]